# Arturo Jacobs
Arturo Godfrey Jacobs (ur. ?, zm. ?) – argentyński piłkarz, grający podczas kariery na pozycji pomocnika.

## Kariera klubowa
Arturo Jacobs rozpoczął karierę w klubie Lomas w 1904. Z Lomas zdobył wicemistrzostwo Argentyny w 1906. W latach 1907–1913 był zawodnikiem Alumni AC. Z Alumni czterokrotnie zdobył mistrzostwo Argentyny w 1907, 1909, 1910 i 1911. Potem występował jeszcze w Belgrano AC.

## Kariera reprezentacyjna
W reprezentacji Argentyny Jacobs występował w latach 1907-1913. W reprezentacji zadebiutował 15 sierpnia 1907 w wygranym 2-1 meczu z Urugwajem, którego stawką była Copa Lipton. Był to udany debiut, gdyż Jacobs w 40 min. zdobył drugą bramkę dla Argentyny. 
W 1910 został powołany na pierwszą, jeszcze nieoficjalną edycję Mistrzostw Ameryki Południowej, który wówczas nazywał się Copa Centenario Revolución de Mayo 1910. Na turnieju w Buenos Aires Jacobs wystąpił w obu meczach Argentyny z Chile i Urugwajem.
Ostatni raz w reprezentacji Brown wystąpił 15 czerwca 1913 w zremisowanym 1-1 meczu z Urugwajem, którego stawką była Copa Presídente Roque Sáenz Peña. Ogółem w barwach albicelestes wystąpił w 8 meczach, w których zdobył bramkę.
| Mecze i gole w reprezentacji | Mecze i gole w reprezentacji | Mecze i gole w reprezentacji | Mecze i gole w reprezentacji | Mecze i gole w reprezentacji | Mecze i gole w reprezentacji | Mecze i gole w reprezentacji |
| #                            | Data                         | Miasto                       | Przeciwnik                   | Gol                          | Wynik                        | Rozgrywki                    |
| ---------------------------- | ---------------------------- | ---------------------------- | ---------------------------- | ---------------------------- | ---------------------------- | ---------------------------- |
| 1.                           | 15.08.1907                   | Buenos Aires                 | Urugwaj                      | Gol                          | 2:1                          | Copa Lipton                  |
| 2.                           | 06.10.1907                   | Montevideo                   | Urugwaj                      |                              | 2:1                          | Copa Newton                  |
| 3.                           | 04.10.1908                   | Buenos Aires                 | Urugwaj                      |                              | 0:1                          | Gran Premio                  |
| 4.                           | 15.08.1909                   | Buenos Aires                 | Urugwaj                      |                              | 2:1                          | Copa Lipton                  |
| 5.                           | 10.10.1909                   | Buenos Aires                 | Urugwaj                      |                              | 3:1                          | Gran Premio                  |
| 6.                           | 05.06.1910                   | Buenos Aires                 | Chile                        |                              | 5:1                          | Copa Centenario              |
| 7.                           | 12.06.1910                   | Buenos Aires                 | Urugwaj                      |                              | 4:1                          | Copa Centenario              |
| 8.                           | 15.06.1913                   | Avellaneda                   | Urugwaj                      |                              | 1:1                          | Copa Presídente Peña         |